# Gerbécourt-et-Haplemont
Gerbécourt-et-Haplemont è un comune francese di 224 abitanti situato nel dipartimento della Meurthe e Mosella, nella regione del Grand Est.

## Società

### Evoluzione demografica
Abitanti censiti